# Galago (Comicmagazin)
Galago ist ein Comicmagazin und eine Kulturzeitschrift und gilt als das wichtigste Forum für zeitgenössische Comicliteratur in Schweden. 
Galago wurde 1979 von Rolf Classon und anderen gegründet und wurde vom Tago Förlag, später vom Atlantic Förlag, herausgegeben. Heute gehört Galago zum Verlag Ordfront und enthält auch ausländische Beiträge. Classon übernahm einige der Autoren in seinen eigenen Verlag Kartago.
Zu den Autoren, die durch Galago und den Tago-Verlag bekannt wurden, zählen Lena Ackebo, Max Andersson, Charlie Christensen ("Arne Anke"), Max Gustavsson, Gunnar Lundkvist ("Klas Katt"), Ulf Lundkvist ("Assar"), Joakim Pirinen ("Socker-Conny"), Lars Sjunnesson ("Åke Jävel", inzwischen ansässig in Berlin) und Liv Strömquist.